# Krukutu
Krukutu é uma aldeia indígena localizada entre os municípios de São Bernardo do Campo (Riacho Grande) e São Paulo (Parelheiros).
Atualmente contam com cerca de 47 famílias que vivem no local, totalizando em torno de 300 pessoas, tendo como cacique, Karaí de Oliveira de 30 anos.

## Tradições
Conforme o cacique Oliveira, todos os dias os moradores se reúnem ao pôr do sol para uma celebração onde cantam e dançam em volta da fogueira além de efetuar rezas com seções.
Como a aldeia fica em área de preservação ambiental, não se pode plantar.
A aldeia tem uma Unidade Básica de Saúde (UBS), com equipe de quatro auxiliares de enfermagem e dois médicos, que revezam os atendimentos com a UBS da aldeia Tenondé Porã. Do outro lado da represa, há o grupo Guyra Paju, que tem cerca de 100 pessoas. “Quando temos algum problema de saúde, precisamos vir no posto da Krukutu”, disse o cacique Maurilio Mirim Santos, 21.
Possui um centro de educação e cultura indígena (CECI), mantido pela subprefeitura de Parelheiros.